# Rollin'
Rollin' — перший студійний альбом шотландського гурту Bay City Rollers, який вийшов у жовтні 1974 року.

## Композиції
1. Shang-a-Lang — 3:07
2. Give It to Me Now — 3:48
3. Angel Angel — 2:27
4. Be My Baby — 3:27
5. Just a Little Love — 2:57
6. Remember (Sha la la la) — 2:33
7. Saturday Night — 2:57
8. Ain't It Strange — 2:10
9. Please Stay — 3:54
10. Jenny Gotta Dance — 3:06
11. There Goes My Baby — 3:18
12. Summerlove Sensation — 3:12

## Склад
- Лес Макковн: гітара, вокал
- Ерік Фолкнер: бас, гітара, скрипка
- Стюарт «Вуді» Вуд: бас, гітара, фортепіано
- Алан Лонгмаєр: бас, Фортепіано
- Дерек Лонгмаєр: ударні

## Чарт
| Чарт (1974)                              | Найвища позиція |
| ---------------------------------------- | --------------- |
| Australian Albums (Kent Music Report)    | 8               |
| Canadian Albums (RPM)                    | 29              |
| Finnish Albums (Suomen virallinen lista) | 18              |
| Japanese Albums (Oricon)                 | 37              |
| New Zealand Albums (RIANZ)               | 27              |
| UK Albums (OCC)                          | 1               |
| Zimbabwean Albums (ZIMA)                 | 15              |

| Чарт (1975)     | Позиція |
| --------------- | ------- |
| UK Albums (OCC) | 16      |